# Cryptovaranoides microlanius
Cryptovaranoides microlanius — викопний вид ящірок. Представник сучасного інфраряду веретільницеподібних (Anguimorpha). Існував наприкінці тріасу, 202 млн років тому.

## Скам'янілості
Викопні рештки плазуни виявлені у 1953 році у кар'єрі поблизу села Тортворт у графстві Глостершир на заході Англії. Знайдено фрагменти черепа та шийні хребці. На основі решток у 2022 році описано нові рід та вид.

## Філогенія
Cryptovaranoides знаменує собою найранішу відому появу кронової групи лускатих, попередні скам'янілості яких були відомі лише в середній юрі; відкриття Cryptovaranoides відсуває приблизне походження сучасних лускатих на 35 мільйонів років тому. Філогенетичний аналіз помістив Cryptovaranoides у Anguimorpha як сестринський таксон до Neoanguimorpha, підтверджуючи набагато більш давню оцінку випромінювання сучасних ліній лускатих, ніж передбачалося раніше.